# Hjalmer Mellander
Hjalmar Stefanus Mellander (Årstad, Falkenberg, Halland, 14 de desembre de 1880 – Illa de Man, 3 d'octubre de 1919) va ser un atleta suec que va competir a començaments del segle xx.
El 1906 va prendre part en els Jocs Intercalats d'Atenes, on va disputar quatre proves del programa d'atletisme. Guanyà la medalla d'or en la competició del pentatló, consistent en les proves salt de llargada, llançament de disc, llançament de javelina, cursa d'un Stadion i lluita grecoromana. A banda disputà el salt de llargada i el llançament de javelina que finalitzà en quarta posició, i els 800 metres llisos, on fou eliminat en sèries.
Mellander exercí com a fisioterapeuta a Liverpool des del 1902. El 1919 va morir quan intentava rescatar un home que s'ofegava a l'Illa de Man.